# Black on Black
Black on Black è il quarantaduesimo album di Waylon Jennings pubblicato nel febbraio del 1982 dalla RCA Victor e prodotto da Chips Moman.

## Tracce
Lato A
1. Women Do Know How to Carry On – 3:16 (Bobby Emmons, Waylon Jennings)
2. Honky Tonk Blues – 2:48 (Hank Williams)
3. Just to Satisfy You – 2:50 (Don Bowman, Waylon Jennings)
4. (We Made It As Lovers) We Just Couldn't Make It As Friends (strumentale) – 2:27 (Bobby Emmons, Chips Moman)
5. Shine. – 2:47 (Waylon Jennings)

Durata totale: 14:08
Lato B
1. Folsom Prison Blues – 2:41 (Johnny Cash)
2. Gonna Write a Letter (strumentale) – 2:36 (Paul Kennerley)
3. May I Borrow Some Sugar from You (strumentale) – 3:25 (Chips Moman, Bobby Emmons)
4. Song for the Life – 3:39 (Rodney Crowell)
5. Get Naked With Me (strumentale) – 3:12 (Bobby Emmons)

Durata totale: 15:33

## Musicisti
- Waylon Jennings - voce, chitarra
- Chips Moman - chitarra
- Reggie Young - chitarra
- Gary Scruggs - chitarra
- Johnny Christopher - chitarra
- Jerry Gropp - chitarra
- Ralph Mooney - steel guitar
- Bobby Wood - pianoforte
- Bobby Emmons - tastiere
- Mike Lesch - basso
- Jerry Bridges - basso
- Tommy Cogbill - basso
- Gene Chrisman - batteria, percussioni
- Toni Wine - accompagnamento vocale